# Beeldenroute Maliebaan

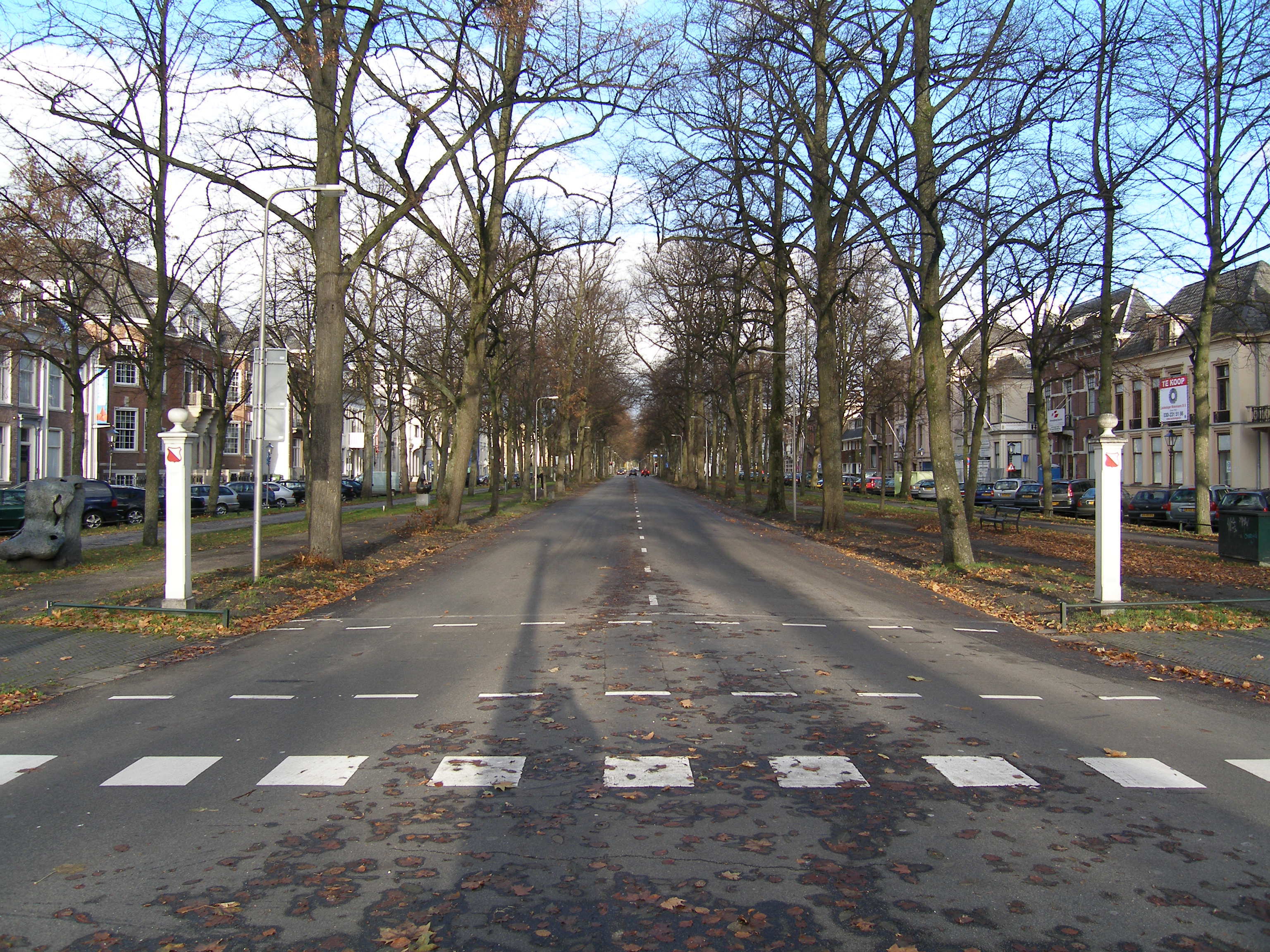
Maliebaan, Utrecht

Beeldenroute Maliebaan is een project, gestart in 1982, van beelden in de openbare ruimte in de Gemeente Utrecht.

## Geschiedenis
In 1979 kwam de Adviescommissie voor Beeldende Kunsten met het advies om een beeldenroute in de klassieke zin te verwezenlijken in Utrecht en wees daarvoor de Maliebaan aan. Waarschijnlijk in het licht van het feminisme werd besloten om alleen beelden van vrouwelijke kunstenaars te plaatsen. In 1983 werden de eerste vier beelden geplaatst. Inmiddels telt de beeldenroute zeventien beelden.